# Leuzea carthamoides
Leuzea carthamoides là một loài thực vật có hoa trong họ Cúc. Loài này được Willd. mô tả khoa học đầu tiên.